# Ambrosianske Republik
Den Ambrosianske Republik (italiensk:  Repubblica Ambrosiana, opkaldt efter Sankt Ambrosius) var en stat i Norditalien, der kortvarigt erstattede hertugdømmet Milano fra 1447 til 1450.
Republikken blev oprettet, da den sidste hertug af Milano fra Huset Visconti, Filippo Maria Visconti, døde i 1447. Republikken erstattede i en kort periode hertugdømmet Milano, men den eksisterede kun indtil 1450, da condottieren Francesco Sforza, der tidligere havde giftet sig med Filippo Maria Viscontis illegitime datter Bianca Maria, erobrede byen og genoprettede hertugdømmet, hvorved han grundlagde Huset Sforza.